# Calceolaria llamaensis
Calceolaria llamaensis là một loài thực vật có hoa trong họ Calceolariaceae. Loài này được (Edwin) Molau mô tả khoa học đầu tiên năm 1984.